# Microdesmis klainei
Microdesmis klainei är en tvåhjärtbladig växtart som beskrevs av J.Leonard. Microdesmis klainei ingår i släktet Microdesmis och familjen Pandaceae.
Artens utbredningsområde är Gabon. Inga underarter finns listade i Catalogue of Life.